# ارتش مخفی لهستان
ارتش مخفی لهستان (لهستانی: Tajna Armia Polska, TAP) گروه مقاومتی بود که در نوامبر ۱۹۳۹ در نواحی از لهستان که تحت اشغال آلمان بود ایجاد شد. مؤسسین این سازمان عبارت بودند از سرهنگ دوم یان وودارکویچ، سروان سواره‌نظام ویتولد پیلکی و سرهنگ دوم وادیسواو سورماتسکی.
ارتش مخفی لهستان در اوج خود ۱۹۰۰۰ نیرو داشت و در سال ۱۹۴۰ به سازمان کنفدراسیون ملت پیوست. با تشکیل ارتش میهنی در سال ۱۹۴۱ این سازمان هم به ارتش میهنی ملحق گشت.